# Trilogie de Moonlight Bay
La Trilogie de Moonlight Bay est une série de thrillers fantastiques dus à la plume du célèbre auteur de best-sellers américain Dean Koontz. Elle doit son nom à la petite ville fictive de Moonlight Bay où se déroule l'action et met en scène Chris Snow, un jeune homme atteint de Xeroderma pigmentosum. Contraint à une vie nocturne en raison de sa maladie, celui-ci découvre par hasard que la nuit venue la paisible ville côtière devient le théâtre d'événements surnaturels et terrifiants qui semblent graviter autour de la base militaire désaffectée de Fort Wyvern. Désaffectée ? Voire...

## La Trilogie
Bien que les romans constituent chacun une aventure indépendante, ils sont reliés par une trame générale cohérente, une unité de lieu, et une galerie attachante de personnages en marge de la société : Chris Snow bien sûr, porteur d'une maladie rare qui l'oblige à fuir toute lumière et particulièrement celle du jour, Orson son fidèle labrador, Sasha sa petite amie animatrice sur une station de radio locale, Bobby le surfeur rentier et super cool, ou encore Mungojerrie le chat qui dialogue avec les humains...
La série est prévue pour être une trilogie. Les deux premiers romans Ne crains rien et Jusqu'au bout de la nuit sont parus dans la foulée l'un de l'autre au cours de l'année 1998. En revanche, le troisième (dont le titre original serait pour l'instant Ride the storm), censé conclure le cycle, est attendu depuis une dizaine d'années par les fans ! Des propos très contradictoires sont prêtés à Dean Koontz au sujet de ce délai (allant du désintérêt pour cette trilogie et de son abandon pur et simple par l'auteur, hypothèse potentiellement accréditée par le grand nombre d'autres romans parus entretemps, jusqu'à des développements considérables connus par l'histoire au cours de son écriture, qui serait déjà bien avancée...). De sorte que toutes les spéculations restent ouvertes...